# Филлокладус асплениелистный
Филлокладус асплениелистный (лат. Phyllocladus aspleniifolius) — один из видов филлокладуса.

## Ареал
Филлокладус асплениелистный — эндемик Тасмании. Более в диком виде вид нигде не встречается, за исключением маленьких островков возле Тасмании, для которой он обычен. Встречается в местных дождевых лесах до высоты 700 м над уровнем моря, может произрастать на каменистых почвах.

## Описание
Филлокладус асплениелистный — вечнозелёное хвойное дерево высотой до 20 м, реже до 30 м, в горах может быть кустарником. Листья коричневые, около 1 мм длиной. А кажущиеся листьями (в привычном понимании) ромбовидные зелёные образования до 3-5 см длиной являются видоизменёнными побегами-филлокладиями, отчего род и получил своё название. У данного вида филлокладии напоминают листья папоротника аспления.

## Применение
Древесина филлокладуса асплениелистнего высоко ценится у производителей мебели и строителей деревянных лодок.